# Detestor
I Detestor sono una band death metal proveniente da Genova, Italia.

## Storia del gruppo
Il gruppo nasce come band thrashcore nel 1986 per iniziativa di Rigel, successivamente batterista degli Antropofagus. Dopo l'uscita del primo demo I Detest You la formazione viene rivoluzionata ed il gruppo si orienta verso sonorità death metal.
Il secondo demo Wasted Soul'' esce nel maggio del '92.
Inizia un periodo in cui il gruppo si fa conoscere sempre maggiormente e, dopo la partecipazione al CD compilation Nightpieces 3 della Dracma Records, suonano in diverse occasioni e sui palchi di tutta Italia con gruppi quali Sadist, Extrema, e molti altri.
Nel 1994 esce il terzo demo, Dark Reality e nel novembre dell'anno successivo vede la luce per la Dracma Records, il primo album In the Circle of Time che ottenne un buon successo di critica. Dopo un tour italiano, i Detestor si esibiscono in giro per l'Europa di supporto a Malevolent Creation e Vader.
Nel febbraio del 1997 esce il secondo album intitolato Red Sand. Segue il tour italiano denominato "Italian Assault 2", cui prendono parte anche Sadist e Necromass.
Per sopravvenute divergenze stilistiche, tre componenti escono dalla band per formare un nuovo gruppo orientato verso il crossover, mentre il batterista Rigel ed il cantante Jaiko decidono di riprendere in mano le sonorità di In the Circle of Time riadottando il vecchio logo e ricostituendo la formazione. Il lavoro della band così ristrutturata si concretizza con la pubblicazione dell'Ep Ego nel 1999, promosso con un tour in Italia.
Nel 2001, quando erano già cominciate le lavorazioni al nuovo album dal titolo Fulgor, la band si scioglie.
Dopo una pausa di alcuni anni, nel 2008 la Dracma Records contatta la band per invitarla a riunirsi in occasione del ventennale della label torinese celebrato con un concerto a cui partecipano tutte le band che hanno segnato la storia della casa discografica. A due anni da quest'esperienza, nel 2010 Loris e Ale P., rispettivamente chitarrista e bassista nell'ultima formazione del 2001, promuovono una nuova riunione del gruppo con l'obiettivo di portare a termine le registrazioni di Fulgor. Nella nuova formazione Jaiko e Niki si alternano alla voce, mentre la batteria registrata in studio da Rigel è suonata dal vivo dal nuovo batterista L.O.Fog. Prodotto da Buil2kill records, Fulgor vede la luce nel giugno del 2011.

## Formazione

### Formazione attuale
- Jaiko - voce
- Niki - voce
- Ale P. - basso
- Loris - chitarra
- L.O.Fog - batteria

### Ex componenti
- Fox - chitarra
- Paola - chitarra
- Ste - basso
- Ale M. - basso
- Cronos - tastiere
- Rigel - batteria
- Fabio Rasta - chitarra, voce (1986-1990)
- Mario Vagnarelli - chitarra (1987-1990)
- Alfredo - basso (1989-1990)

## Discografia

### Album in studio
- 1995 - In the Circle of Time
- 1997 - Red Sand
- 2011 - Fulgor

### Demo
- 1990 - I Detest You!!!
- 1992 - Wasted Soul
- 1994 - Dark Reality

### EP
- 1998 - Ego